# YZ Большого Пса
YZ Большого Пса (лат. YZ Canis Majoris) — одиночная переменная звезда в созвездии Большого Пса на расстоянии (вычисленном из значения параллакса) приблизительно 33213 световых лет (около 10183 парсеков) от Солнца. Видимая звёздная величина звезды — от +13,9m до +12,8m.

## Характеристики
YZ Большого Пса — пульсирующая переменная звезда, цефеида (CEP).